# Limburg an der Lahn
Limburg an der Lahn (ufficialmente: Limburg a. d. Lahn) è una città situata nel Land dell'Assia, in Germania.
Capoluogo e centro principale del circondario (Landkreis) di Limburg-Weilburg (targa LM), Limburg è sede di una diocesi cattolica.

## Storia

### Origini
Scavi archeologici condotti nel 2012 in occasione della costruzione del nuovo viadotto autostradale Lahntalbrücke Limburg hanno portato alla scoperta di un piccolo insediamento del neolitico. Infatti i frammenti di vasi ritrovati risalgono a circa 5000 anni fa.
Inoltre sono venuti alla luce resti di due accampamenti militari romani risalenti all'epoca dell'imperatore Augusto, con una superficie totale di 14 ettari. Fu una scoperta del tutto inaspettata, in questo luogo situato ben oltre il Limes germanico-retico.
Sul Domberg ("Collina del Duomo"), sorse verso il 500 a.C. un insediamento celtico, che aveva il suo centro nell'odierna piazza del Duomo.
In epoca merovingia, verso il 760, sulle alture del Domberg, sorsero i primi edifici che compongono il castello, a protezione di un guado sul fiume Lahn. Nei decenni successivi, attorno al nucleo fortificato, fu costruita la città.

### L'ascesa medievale

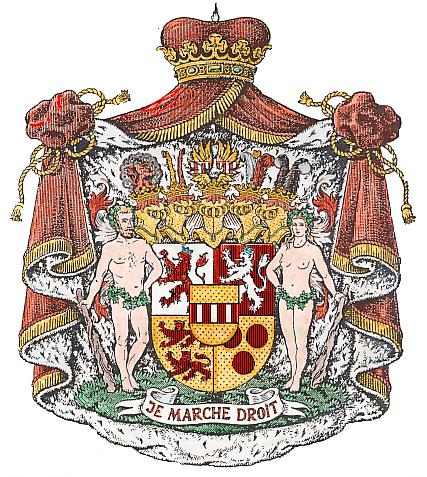
Lo stemma dei Limburg-Stirum

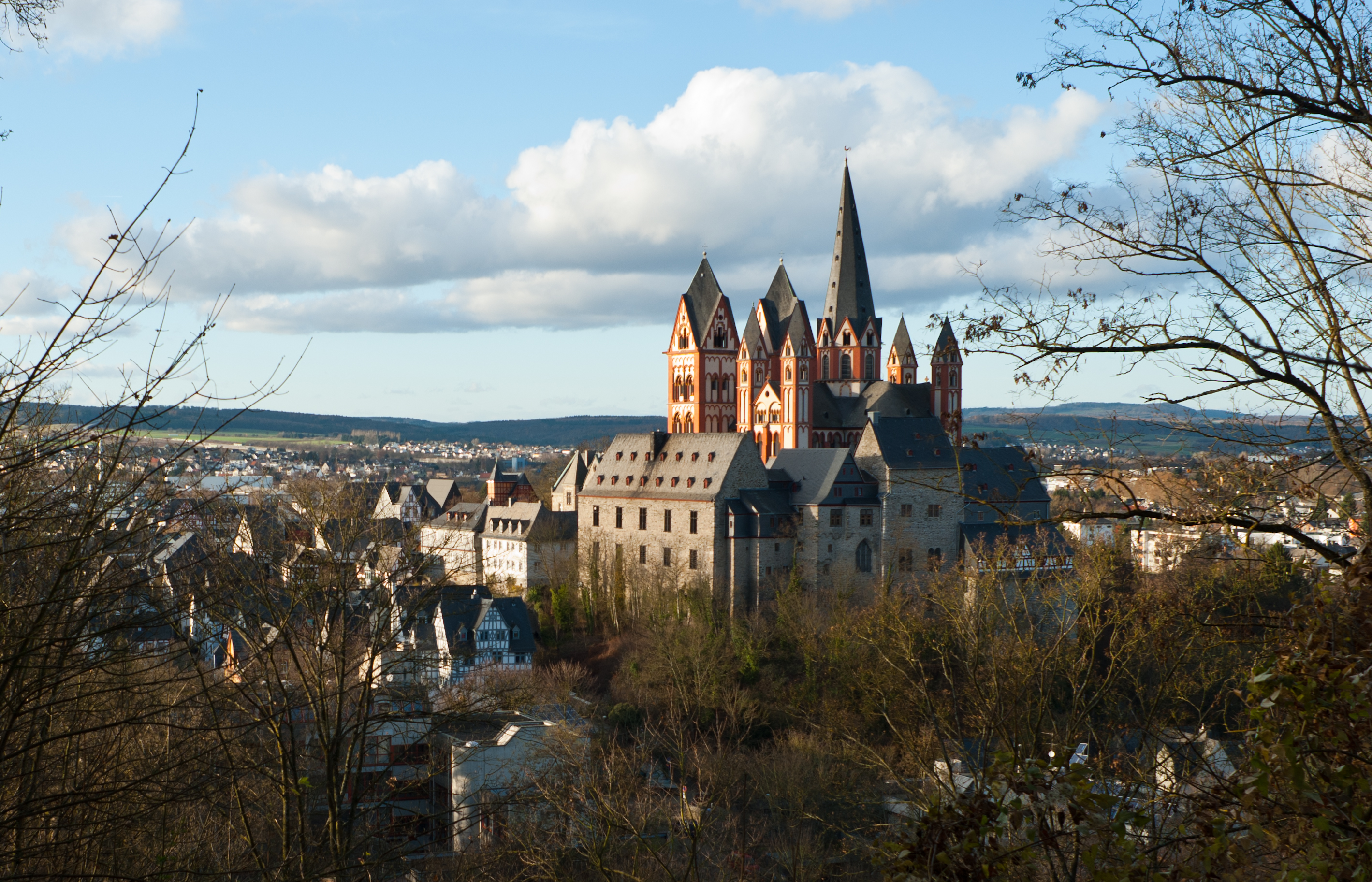
Il castello e la cattedrale di Limburg

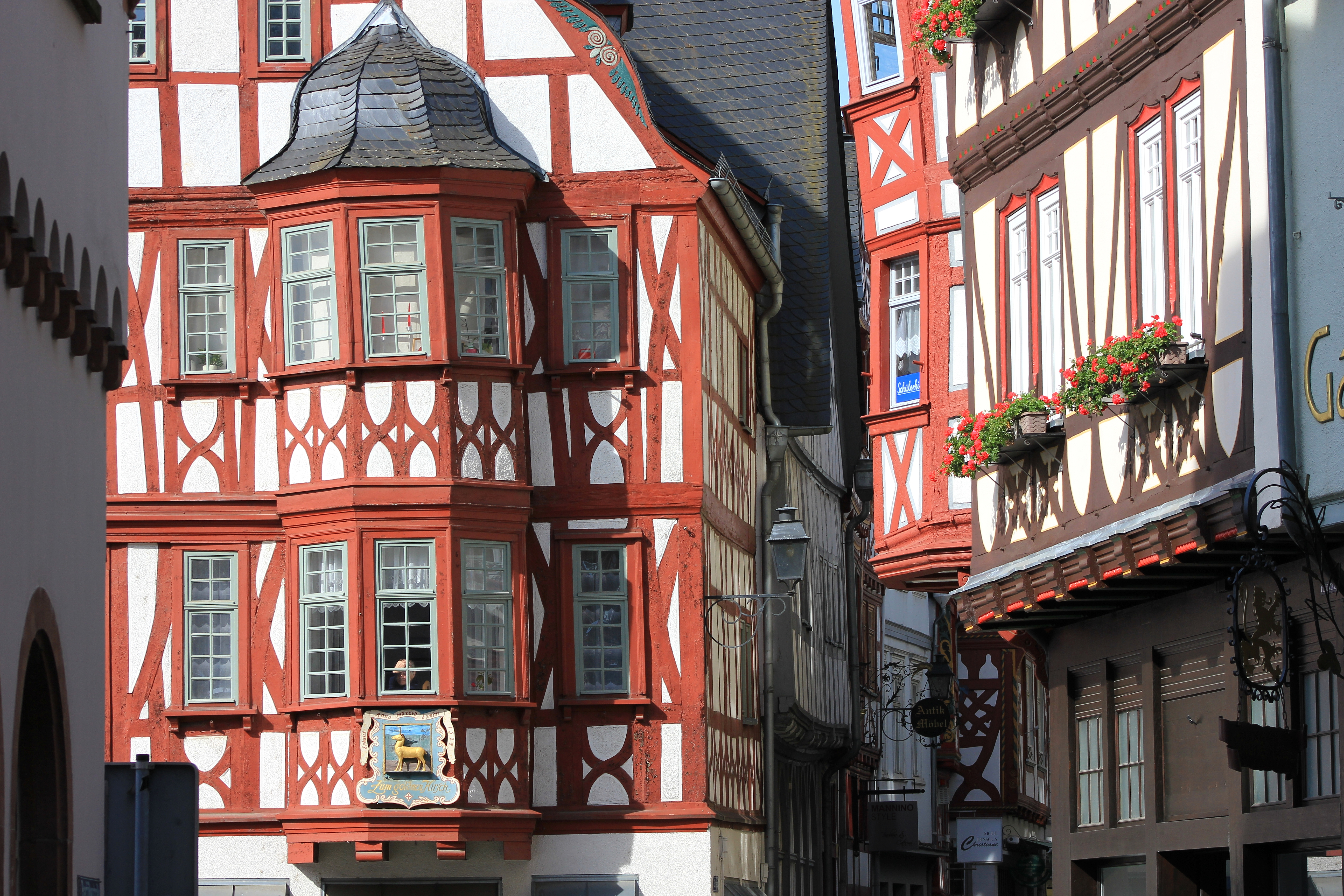
Le antiche case a graticcio medievali

Limburg apparve per la prima volta nei documenti nel 910 con il nome di Lintpurc, quando Ludovico IV il Fanciullo concesse a Konrad Kurzbold una tenuta nella comunità in cui doveva erigere una chiesa. Konrad Kurzbold pose la prima pietra per la chiesa del monastero di San Giorgio, dove poi è stato sepolto. Il villaggio assunse presto una crescente importanza sia grazie alla fondazione del monastero sia per la sua posizione lungo la nuova Via Publica, importante strada voluta da Ludovico il Pio nell'839 per collegare le Fiandre (Bruxelles) alla Boemia (Praga) attraverso Colonia, Francoforte, Würzburg, Norimberga e Ratisbona. Questa frequentata strada permise al luogo un vivace commercio. Nel 940 l'abbazia ottenne dei privilegi e il territorio passò sotto la protezione diretta di Ottone I di Sassonia.
Nel 1150-60 un ponte di legno venne costruito sulla Lahn, favorendo il traffico fra Colonia e Francoforte, e nel 1180 vi venne fondata la zecca. Nei primi anni del XIII secolo, il castello di Limburg venne costruito nella sua forma attuale; nel 1214 la comunità ottenne i diritti di città.
Nel 1220 essa passò in proprietà dei Signori di Isenburg e dal 1227 iniziò a riscuotere il dazio sul passaggio del ponte che incrementò notevolmente la ricchezza cittadina. Dal 1258 al 1406 i signori risiedettero in città e cambiarono il loro nome in Limburg dando origine alla casata dei Limburg-Stirum. Imagina von Isenburg-Limburg divenne la moglie del re Adolfo di Nassau.
Resti delle mura di fortificazione a partire dagli anni 1130, poi ampliate nel 1230 e 1340 fino alla lunghezza odierna di circa un chilometro, testimoniano il rapido fiorire della città nel Medioevo.
La classe dominante tra i borghesi medievali erano le ricche famiglie di mercanti, le cui case si trovavano a ridosso del castello e furono le prime ad esser state circondate dalle mura, nel 1130. L'area odierna del Roßmarkt ("Mercato dei cavalli"), in cui vivevano molti semplici artigiani, venne portata all'interno delle fortificazioni solo con la seconda cinta muraria, nel 1230. A questi artigiani, a differenza dell'élite mercantile, non venne accordato alcun diritto, né di partecipazione agli affari della città, né di inviare rappresentanti al consiglio comunale; essi però dovettero sopportare il principale onere finanziario della gestione della città. Solo nel 1458 vennero loro consentiti due rappresentanti al consiglio comunale.
Nel 1235 venne consacrata la nuova cattedrale, l'odierna, sul sito dell'antico monastero. Il 14 maggio 1289 un incendio devastante distrugge gran parte della città interna, successivamente ricostruita. Una delle case costruite a quel tempo è il Römer 2-4-6, oggi una delle più antiche case a graticcio della Germania. Nel 1315 il ponte sulla Lahn venne rifatto in pietra e ampliato.
Nel 1337 gli ebrei furono espulsi dalla città, per potervi ritornare solo nel 1341 per regio decreto.

### Declino

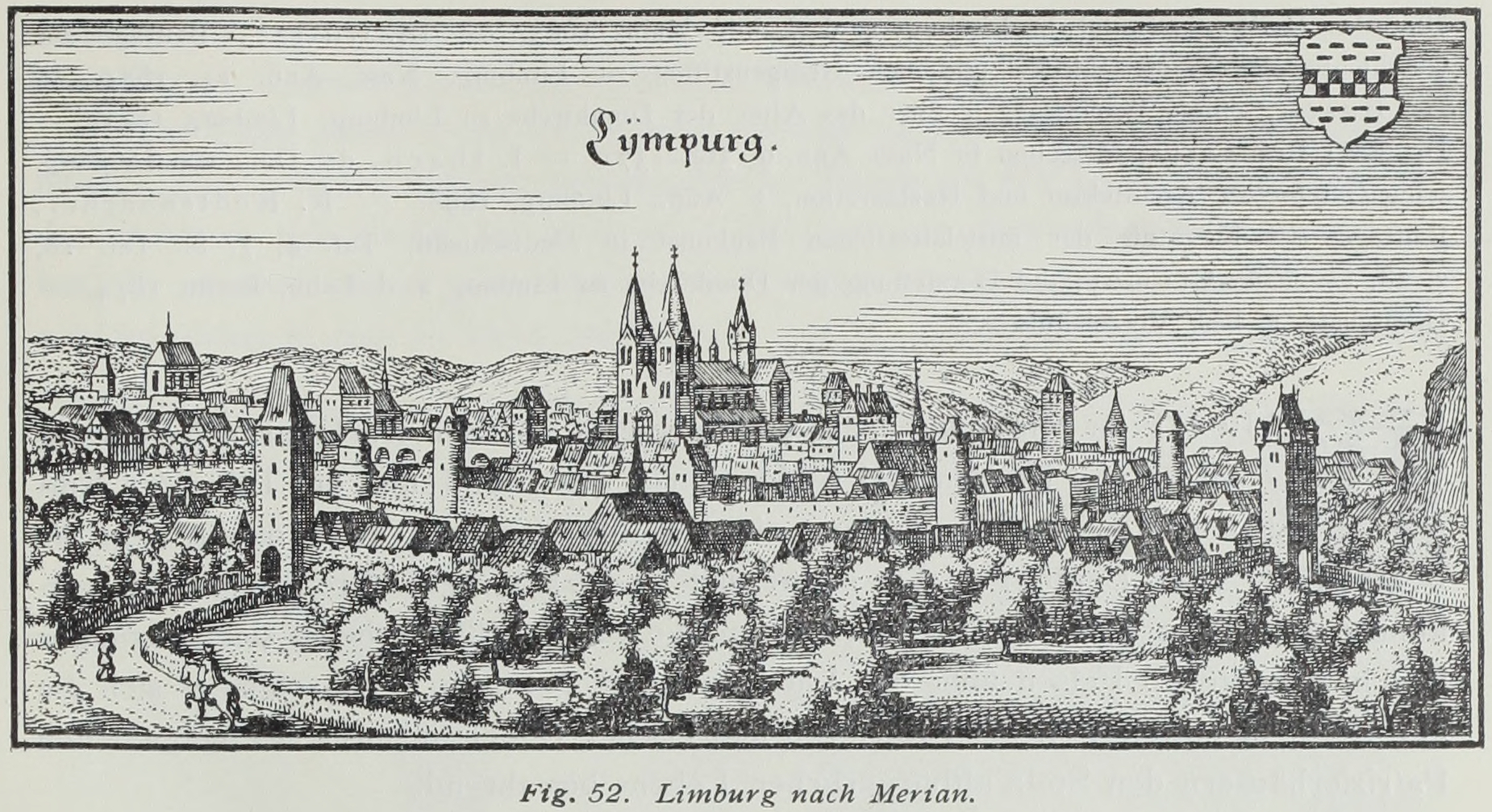
Limburg (Lahn) in una stampa del 1646

Nel 1344 una metà della città passò sotto il dominio dell'Elettorato di Treviri e nel 1420 vi passò interamente. Questo evento, insieme al grande incendio del 1342, alla peste nera nel 1349, 1356 e 1365, ma soprattutto all'ascesa dei principi-elettori, ha portato Limburg ad un graduale e inesorabile declino.
Sullo sfondo della guerra dei contadini tedeschi, anche a Limburgo verso il 1525 vi furono insurrezioni. Dopo che l'arcivescovo-elettore di Treviri Richard von Greiffenklau zu Vollrads richiese il bando di un predicatore luterano dalla città, un gruppo di cittadini non eleggibili al Consiglio consegnò al Comune, il 24 maggio, un elenco con 30 punti di richieste. Si trattava principalmente di richieste di partecipazione finanziaria e rivendicazioni di pari trattamento nelle questioni fiscali, commerciali e edili con la classe mercantile. Nei giorni che seguirono, i negoziati tra il Consiglio e i cittadini ridussero la lista a 16 punti, probabilmente in seguito ulteriormente ridotti dall'elettore. Il 5 agosto, invece, l'arcivescovo ordinò al consiglio di revocare tutte le concessioni ai cittadini. Inoltre decretò il divieto di assemblea ed i cittadini non eleggibili vennero spogliati del loro diritto di inviare due rappresentanti in Consiglio.
Anche a seguito di questo fatto, la Riforma ha portato dei conflitti in città, ma a causa dell'appartenenza all'elettorato di Treviri, Limburgo rimase cattolica. Tuttavia, il Wilhelmitenkloster (Monastero dei gugliemiti venne sciolto dopo la morte degli ultimi Priori nel 1568 e il convento francescano fu chiuso tra il 1577 e il 1582.
Durante la Guerra dei Trent'anni, nel 1631 e nel 1635 Limburg fu saccheggiata e assediata dai soldati in ritirata, per la sua posizione strategica si trovava sui percorsi di ritirata.
Anche nella Prima guerra di Coalizione del secolo successivo la città non fu risparmiata.
Nel 1796 le forze francesi in ritirata stavano impedendo agli austriaci di attraversare la Lahn, e durante la cosiddetta "Battaglia di Limburgo", una parte della città andò a fuoco.

### Storia moderna

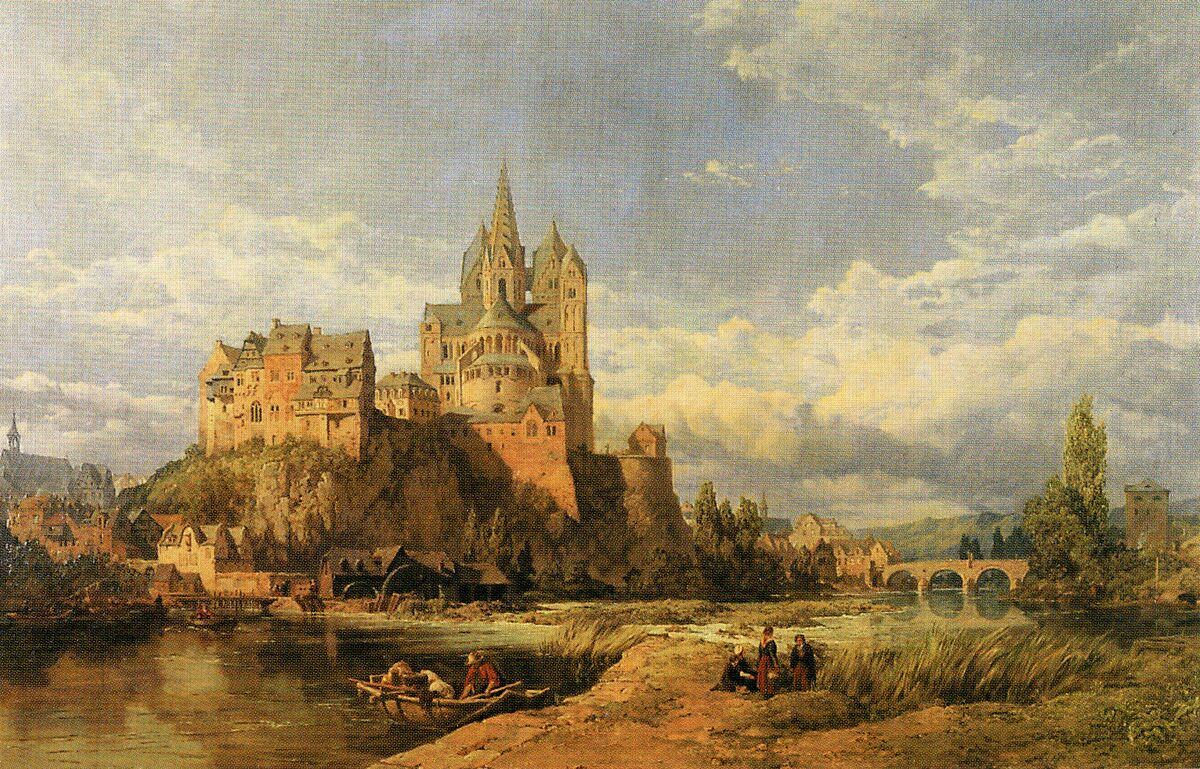
Veduta di Limburg nel 1862 da un quadro di George Clarkson Stanfield

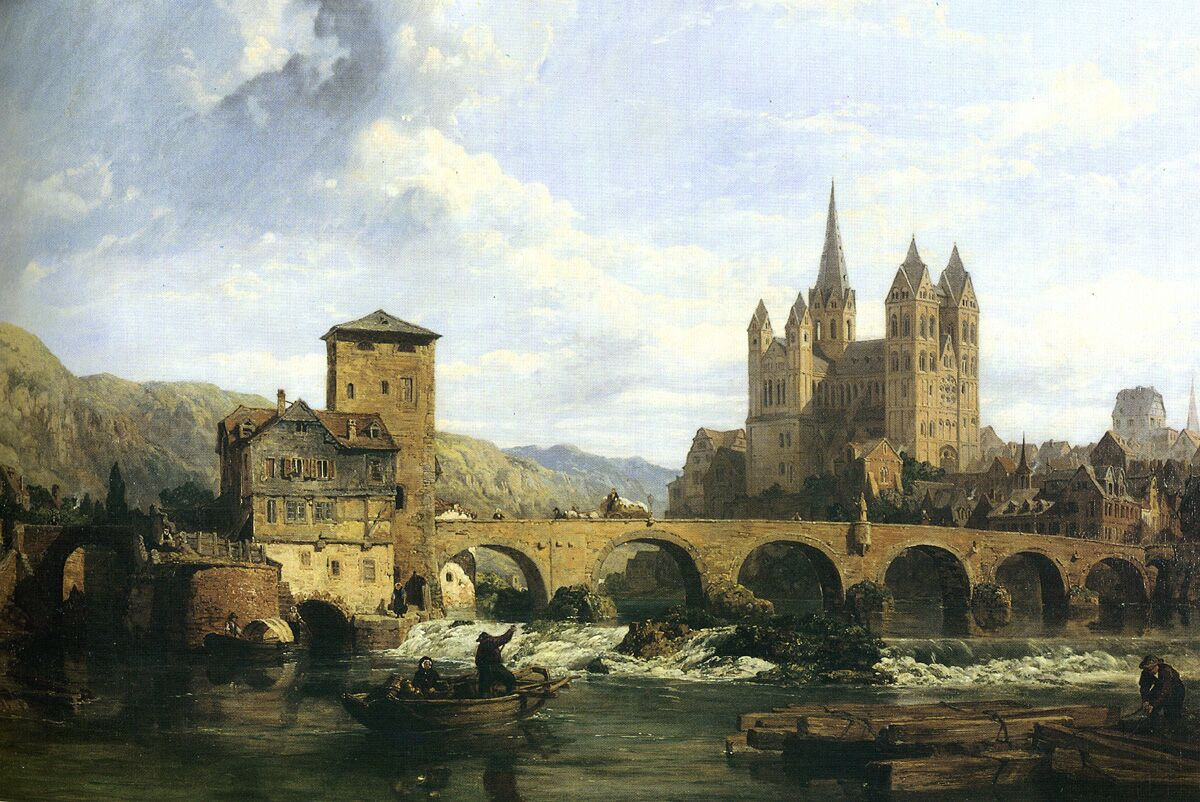
Limburg nel 1862 in un quadro di Stanfield

Nel 1806 Limburg entrò nel possesso del nuovo Ducato di Nassau. Nel 1818 la cinta muraria venne abbattuta e nel 1821 la città fu elevata a sede vescovile cattolica, e a partire dal 1862, è diventato un nodo ferroviario. Nel 1866 il Ducato di Nassau, e con essa Limburg, passò alla Prussia sulla scia della Guerra austro-prussiana. Dal 1886 divenne una sede distrettuale.
Nel 1892, i Pallottini si stabilirono in città.
Durante la prima guerra mondiale vi sorse un grande campo di prigionia. Molti membri irlandesi dell'esercito britannico vi furono internati fino alla fine della guerra. Vennero visitati dal leader irlandese repubblicano Roger Casement, nel tentativo di reclutare nuovi uomini per la sua Irish Brigade, in vista della prossima rivolta irlandese.
Dal 1919 al 1923, Limburg (Lahn) era la "capitale" di uno stato di breve durata chiamato Freistaat Flaschenhals (Stato libero del Collo di bottiglia) perché era la città più vicina per la Repubblica di Weimar non occupata dagli alleati durante l'Occupazione della Renania.
Durante la seconda guerra mondiale, nei pressi di Limburg vi era lo Stalag XII-A.

## Monumenti e luoghi d'interesse

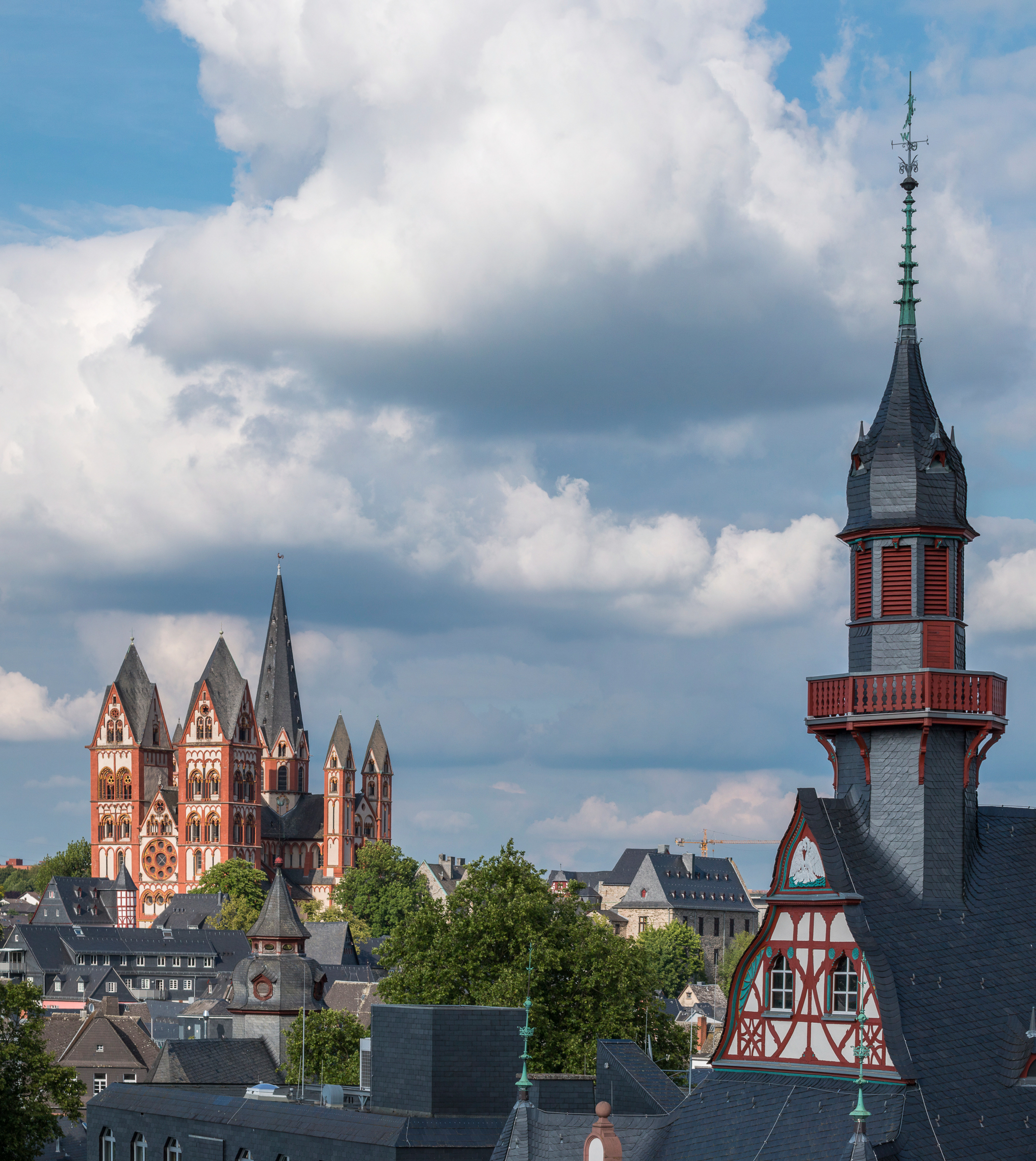
La cittadina dominata dal Duomo

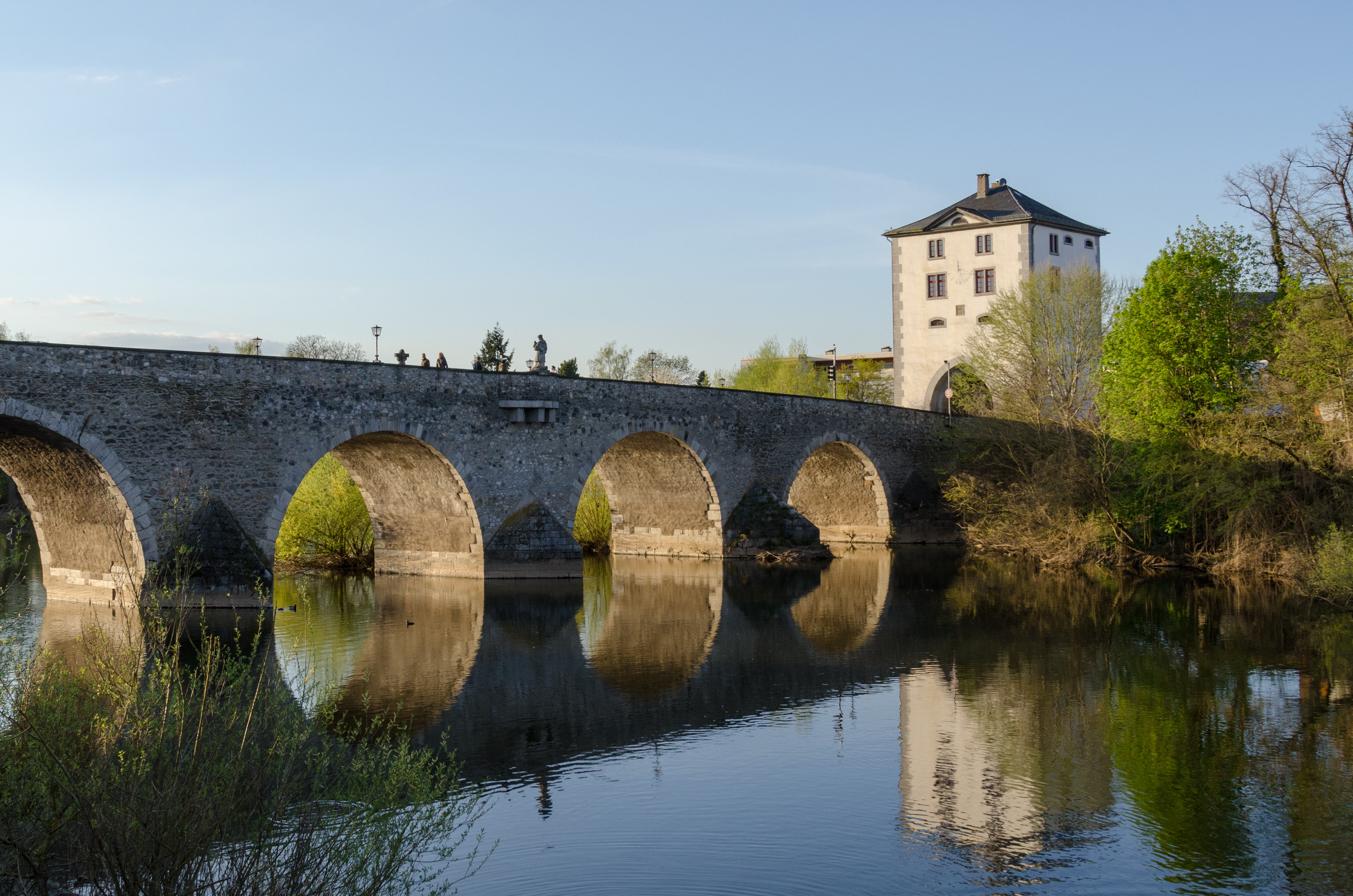
Il Ponte Vecchio sulla Lahn

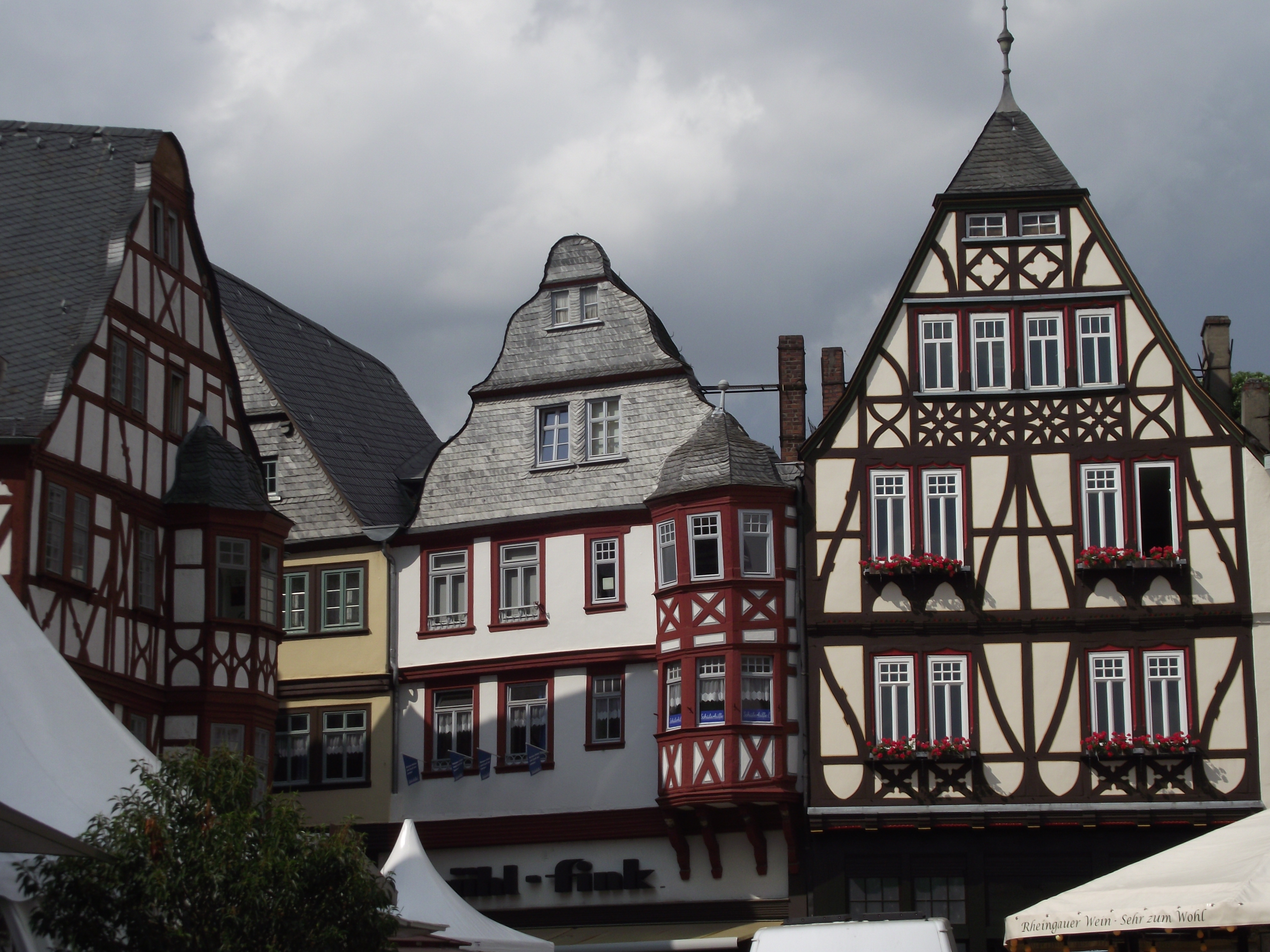
Case sul Kornmarkt

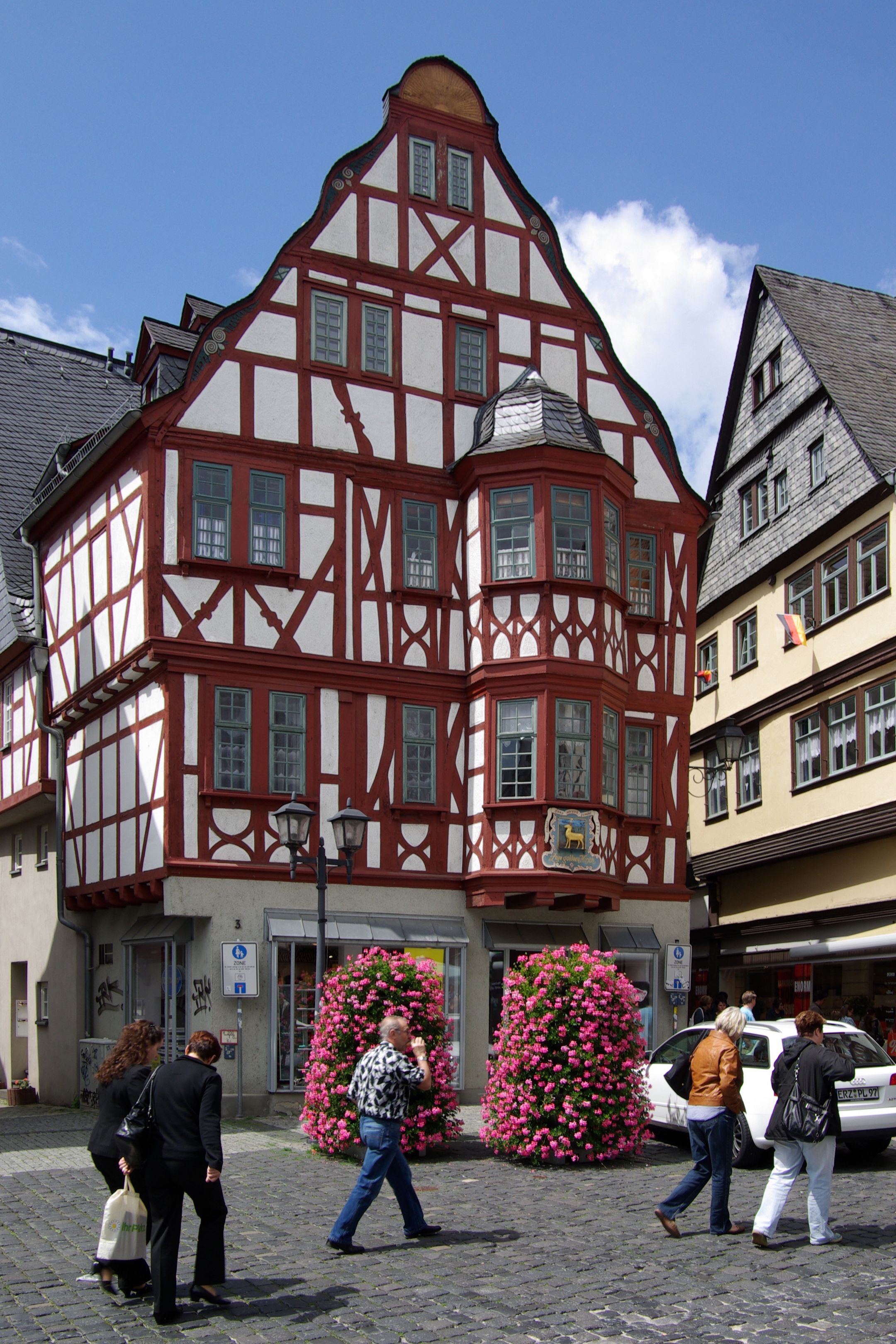
La "Casa al Cervo d'Oro"

- Il Duomo di Limburg, Limburger Dom, dedicato ai Santi Giorgio e Nicola, è un capolavoro dell'architettura di transizione dal romanico al gotico. Venne eretto su edifici precedenti a partire dal 1180-90 e venne consacrato nel 1235. La sua massa, irta di sette torri, domina la cittadina e il paesaggio circostante. Divenne cattedrale nel 1827 quando venne creata la diocesi di Limburgo.
- Il castello di Limburg, Limburger Schloss, venne costruito sulla collina, dietro il duomo, già nel VII-VIII secolo. Verso la metà del XIII secolo venne ricostruito dai conti di Isenburg e ancora ampliato successivamente con l'ala settentrionale, a graticcio.
- La chiesa di San Sebastiano è la parrocchiale cittadina, costruita come chiesa del convento francescano nel XIII secolo, venne chiusa in seguito alle secolarizzazioni della Riforma e barocchizzata nel XVIII secolo.
- La chiesa di San Lubenzio, nella frazione di Dietkirchen, è un'antica basilica di stile romanico, risalente al IX secolo e rimaneggiata, nello stato in cui si presenta grosso modo oggi, tra il XII e il XIII secolo, ma ancora rimaneggiata nel XVIII secolo. È costituita da una navata centrale e due laterali, un transetto e una facciata tra due torri. Contiene all'interno una teca con le reliquie del santo cui deve il nome: San Lubenzio. È di fatto una chiesa interreligiosa: cattolica nel suo insieme, contiene una cappella, quella della SS. Trinità, che funge da chiesa parrocchiale protestante.
- Il Ponte Vecchio sulla Lahn (Alte Lahnbrücke) è un altro simbolo della città oltre che importante accesso medievale al nucleo urbano sulla strada Francoforte-Colonia. Venne costruito per la prima volta in legno nel 1160 e distrutto due volte dalle alluvioni del fiume Lahn. Nel 1315 venne ricostruito in pietra e più volte modificato fino al 1354. Presentava due torri d'accesso, una dogana e nel 1490 vi venne aggiunta una cappella contro la peste. Durante la Guerra dei Trent'anni venne abbattuta la dogana, nel 1818 la torre verso la città e nel 1827 la cappella.

### Antiche case
Il centro storico è costellato di antiche case a graticcio costruite fra il XIII e il XIX secolo, ma per la maggior parte fra il XVI e il XVII secolo. Costituiscono la vera caratteristica della cittadina, rendendola uno dei borghi medievali più caratteristici e meglio conservati della Germania. Nel 1972 venne intrapresa una grande opera di rinnovamento urbanistico e queste costruzioni vennero restaurate accuratamente. Particolarità di queste case medievali sono le cosiddette Hallenhäuser, "Case a sala", che presentano al pianterreno un grande salone in pietra.
Fra le case più celebri si ricordano:
- Kleine Rütsche 4, sorge all'angolo fra Kleine Rütsche e Fahrgasse, nel punto più stretto della storica via commerciale tra Francoforte e Colonia. Venne costruita nel 1290, un anno dopo il grande incendio, e ricostruita nel 1670.
- Haus der sieben Laster, la "Casa dei Sette Vizi", al n° 9 di Brückengasse, venne costruita nel 1567 e rinnovata nel 1679. Deve il nome alle sculture sulla facciata che rappresentano i sette vizi capitali del cristianesimo.
- Werner-Senger-Haus, la Casa Werner-Senger, al n° 5 del Rütsche venne costruita nel 1274 e ricostruita dopo il grande incendio del 1289. Era la residenza dei ricchi mercanti cittadini Werner-Senger, oggi presenta la facciata intonacata con la struttura a graticcio dipinta.
- Case al Fischmarkt. Gli edifici sulla piazza del "Mercato del pesce" erano in realtà legati alla filatura. Infatti il suo nome nel XIII secolo era Fismart, dal dialetto locale "filato", mercato della lana; costituiva il centro commerciale laniero di Limburg. Solo dal 1317 venne dedicato alla vendita del pesce.
- Römer 2-4-6, prende il nome dal suo indirizzo. Costruita nel 1289 è la più antica casa della Germania, oggi monumento nazionale.
- Haus zum goldenen Hirsch, la "Casa al Cervo d'Oro" sorge sul Kornmarkt (piazza del Mercato del Grano). Venne costruita nel 1500 con il caratteristico erker poligonale all'angolo. Dal 1527 fino alla prima metà del XX secolo fu una locanda, Al Cervo d'Oro appunto. Le sue facciate sono dichiarate monumento nazionale.
- Haus Byron sorge sulla Bischofsplatz, all'angolo con Barfüßerstraße. Venne costruita nel 1610 su un piccolo appezzamento di 18 m², ma presenta un'alta facciata a timpano ed erker, che compensa le piccole dimensioni di base. La facciata venne rifatta nel 1780 con timpano curvilineo di influenza rococò. Nel 1877 venne acquistata dal mercante Carl Byron che le diede il nome.
- Haus Staffel, o Alte Vikarie (Vecchio Vicariato) sorge su Domplatz, piazza del Duomo e rappresenta uno dei più begli edifici civili della cittadina. Sul luogo sorgevano edifici medievali già dal 1287. Nel 1428 passa alla famiglia von Staffel che costruisce l'attuale edificio nel 1515 accorpando tre case precedenti. Divenuto in seguito sede del Capitolo passa di diversi proprietari fino a quando, nel 1903, diviene la residenza del vescovo di Limburg.
- Burgmannenhaus, costruito intorno al 1544, è oggi sede del Museo Diocesano.

## Geografia antropica

### Suddivisioni amministrative
Limburg si divide in 8 zone, corrispondenti all'area urbana, e a 7 frazioni (Stadtteil):
| Nr. | Stemma | Frazione               | Abitanti (Al 31 dicembre 2011) |
| --- | ------ | ---------------------- | ------------------------------ |
| 1   |        | Limburgo (area urbana) | 18 219                         |
| 2   |        | Lindenholzhausen       | 3 270                          |
| 3   |        | Linter                 | 3 184                          |
| 4   |        | Eschhofen              | 2 794                          |
| 5   | ?      | Offheim                | 2 583                          |
| 6   |        | Staffel                | 2 520                          |
| 7   |        | Dietkirchen            | 1 694                          |
| 8   |        | Ahlbach                | 1 259                          |

## Amministrazione

### Gemellaggi
Limburg è gemellata con:
- Sainte-Foy-lès-Lyon, dal 1967
- Oudenburg, dal 1970
- Lichfield, dal 1992